# Робин Бенгтсон
Робин Бенгтсон (Свењунга, 27. април 1990) шведски је певач. Постао је познат након што је учествовао на Шведском идолу у 2008. Робин ће представљати Шведску на Песми Евровизије 2017. у првом полуфиналу са песмом I Can't Go On у Кијеву.